# Фёдоров, Александр Яковлевич
Александр Яковлевич Фёдоров (8 марта 1918, Московская область — 30 января 1991, Москва) — советский военнослужащий, участник Великой Отечественной войны, Герой Советского Союза, лётчик-ас, командир звена 32-го гвардейского истребительного авиационного полка 3-й гвардейской истребительной авиационной дивизии 1-го гвардейского истребительного авиационного корпуса 15-й воздушной армии, гвардии старший лейтенант.

## Биография
Родился 8 марта 1918 года в городе Подольск Московской области в семье рабочего. Русский. После окончания 7 классов продолжил учиться на рабочем факультете в городе Серпухов и одновременно работал на фабрике «Щётка-Кисть» электриком. Окончил Серпуховский аэроклуб.
В РККА с 1939 года. В 1940 окончил Качинскую военную авиационную школу лётчиков. Служил в строевых частях ВВС.
Участник Великой Отечественной войны с июня 1941 года в составе 28-го истребительного авиационного полка 15 смешанной авиационной дивизии Юго-Западного фронта. В сентябре 1941 года 28-й иап вошёл в состав 6-го истребительного авиационного корпуса ПВО Москвы. Зимой 1941—1942 годов лейтенант Фёдоров совершил 64 боевых вылета, был награждён орденом Красного Знамени. Во время одного вылета в воздушном бою он сбил два «Юнкерса», но и его самолёт был подбит, а сам лётчик был ранен. Лейтенанту Фёдорову пришлось выброситься с парашютом. Приземлился на своей территории и смог вернуться в свой полк. 29 сентября 1942 года группа истребителей 28-го иап в районе Ржева провела бой с 17 бомбардировщиками и истребителями противника и заявила об уничтожении 10 из них. В этом бою А. Я. Фёдоров сбил три самолёта противника.
В апреле 1943 года старший лейтенант Фёдоров был переведён в 32-й гвардейский иап на должность командира звена. В июле 1943 года во время боёв на орловском направлении звено Фёдорова произвело 80 боевых вылетов, уничтожив 12 самолётов противника. Сам командир звена лично сбил 3 самолёта противника. 20 июля 1943 года А. Я. Фёдоров со своим ведомым патрулировал воздушное пространство над линией фронта. Неожиданно из облаков появились пять «мессершмиттов». Несмотря на то, что силы были неравны, завязался ожесточённый бой. Фёдоров сбил один, а потом второй самолёты противника, но очередь из пушки «мессера» прошила правый борт Ла-5. А. Я. Фёдоров получил ранение в правую ногу, загорелся мотор самолёта. С большим трудом, теряя сознание, покинул самолёт, когда до земли оставалось метров 150—200. Парашют не успел погасить скорость падения, и при ударе о землю лётчик получил множество переломов и ушибов. Приземлился на нейтральной полосе. Только вечером, несмотря на обстрел немцев, А. Я. Фёдорова вынесли к своим. Лётчик был в очень тяжёлом состоянии, без сознания. Командир полка, видя критическое состояние своего боевого товарища, отправил его транспортным самолётом в Москву, в Главный госпиталь ВВС, который находился в Сокольниках. Из-за гангрены А. Я. Фёдорову ампутировали ногу.
К последнему своему бою А. Я. Фёдоров совершил 375 боевых вылетов; в воздушных боях сбил 10 самолётов противника. Звание Героя Советского Союза с вручением ордена Ленина и медали «Золотая Звезда» гвардии старшему лейтенанту Фёдорову Александру Яковлевичу присвоено Указом Президиума Верховного Совета СССР от 24 августа 1943 года.
В июле 1944 года после выписки из госпиталя был демобилизован по состоянию здоровья. Работал в Серпухове в аэроклубе, позже перешёл на завод «Металлист». Затем вновь призван в армию по ходатайству Василия Сталина. Стал слушателем Военно-воздушной академии. Но в 1953 майор А. Я. Фёдоров по состоянию здоровья вышел в отставку.
Жил в Москве. С 1954 года работал на Московском заводе «Энергоприбор» инженером-конструктором. В 1975 году вышел на пенсию.
Умер 30 января 1991 года. Похоронен в Москве в закрытом колумбарии Ваганьковского кладбища (секция 38).
Награждён орденом Ленина, двумя орденами Красного Знамени, орденом Отечественной войны 1-й степени, медалями.